# Filandari
Filandari ist eine süditalienische Gemeinde (comune) mit 1741 Einwohnern (Stand 31. Dezember 2023) in der Provinz Vibo Valentia in Kalabrien. Die Gemeinde liegt etwa acht Kilometer südwestlich von Vibo Valentia.